# Zagut (cratère)
Zagut est un cratère d'impact lunaire situé dans l’hémisphère Sud de la face visible de la Lune. Il se trouve entouré de plusieurs cratères, Wilkins (en)  au nord-ouest, Lindeneau à l'est, Rabbi Levi au sud-est et Celsius au sud-ouest. Le contour du cratère Celsius est très érodé et irrégulier avec l'empiètement du cratère satellite "Zagut E" sur le rebord oriental. Le sol intérieur du cratère est sans relief et plat. Le centre du cratère Zagut est occupé par son cratère satellite "Zagut A".
En 1935, l'Union astronomique internationale lui a attribué le nom de Zagut en l'honneur de l'astronome et mathématicien juif portugais Abraham Zacuto.
Par convention, les cratères satellites sont identifiés sur les cartes lunaires en plaçant la lettre sur le côté du point central du cratère qui est le plus proche de Zagut.
| Zagut | Latitude | Longitude | Diamètre |
| ----- | -------- | --------- | -------- |
| A     | 32.0° S  | 21.6° E   | 11 km    |
| B     | 32.1° S  | 18.7° E   | 32 km    |
| C     | 30.8° S  | 18.5° E   | 24 km    |
| D     | 31.4° S  | 19.3° E   | 16 km    |
| E     | 31.7° S  | 23.1° E   | 35 km    |
| F     | 30.2° S  | 17.5° E   | 8 km     |
| H     | 29.9° S  | 20.7° E   | 8 km     |
| K     | 31.7° S  | 22.2° E   | 7 km     |
| L     | 30.3° S  | 22.1° E   | 12 km    |
| M     | 30.8° S  | 22.9° E   | 6 km     |
| N     | 31.2° S  | 23.5° E   | 9 km     |
| O     | 33.0° S  | 16.7° E   | 11 km    |
| P     | 32.4° S  | 17.4° E   | 14 km    |
| R     | 30.8° S  | 20.7° E   | 4 km     |
| S     | 33.3° S  | 22.6° E   | 7 km     |